# Fernanda Brandão
 (juin 2018).
Si vous disposez d'ouvrages ou d'articles de référence ou si vous connaissez des sites web de qualité traitant du thème abordé ici, merci de compléter l'article en donnant les références utiles à sa vérifiabilité et en les liant à la section « Notes et références ».
Pour les articles homonymes, voir Brandão (homonymie).
Laava, de son vrai nom Fernanda Brandão Gonçalves da Silva, née le 3 mai 1983 à Belo Horizonte, est une chanteuse, auteure-compositrice-interprète, danseuse-chorégraphe, actrice et animatrice de télévision germano-brésilienne. Elle est d'abord connue en solo sous les noms de Dajango et Laava, puis comme membre du trio pop latin Hot Banditoz. Depuis la fin de sa carrière de chanteuse, Fernanda Brandão a assumé divers rôles dans des émissions de télévision, des talk-shows et des événements majeurs.

## Biographie
Fernanda Brandão a grandi comme la fille de Max Gonçalves da Silva et Marcileide Carvalho Brandão à Rio de Janeiro dans une famille d'artistes. Son oncle et sa tante étaient chanteurs, sa mère produisait de la musique. À l'âge de neuf ans, elle a émigré du Brésil avec sa mère et s'est installée en Europe, où elle a vécu à Hambourg-Steilshoop et a reçu des leçons de danse et de chant. À l'âge de 16 ans, elle a suivi une formation d'entraîneuse en aérobie, pompe corporelle et tae bo. En tant que danseuse professionnelle, Brandão a participé à de nombreux clips musicaux et performances scéniques d'artistes tels que Shaggy, P!nk, Enrique Iglesias, Seeed, Coolio, Modern Talking, ATC, Sarah Connor, DJ Rocco et Rick Astley. Elle a également travaillé comme chorégraphe.
Fernanda Brandão a acquis la citoyenneté allemande en 2004 et parle couramment le portugais, l'espagnol, l'allemand et l'anglais. Elle a été élue « Femme la plus sexy du monde 2011 » par les lecteurs de l'édition allemande du magazine masculin FHM.

## Carrière musicale

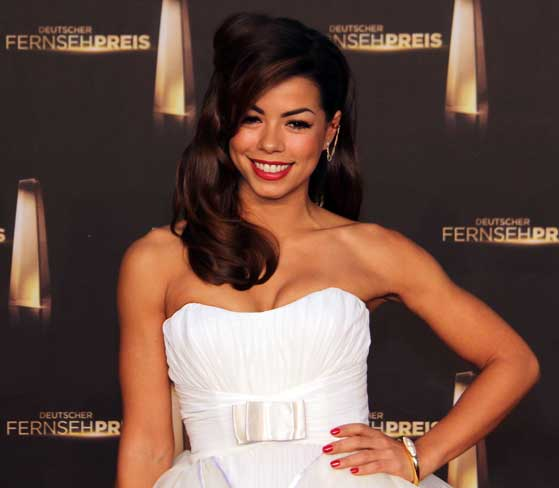
Fernanda Brandão au prix de la récompense du en 2012.

Au début des années 2000, l'équipe de production Output Music Organization du Brésil prend la relève et publie la chanson Baila Chica Baila en 2000 avec l'actrice de 17 ans sous le nom de scène Dajango. Deux ans plus tard, suivi par le nouveau nom de scène Laava son premier succès mineur avec le single Wherever You (I Feel Love), a atteint le numéro 66 dans les charts allemands.
Elle a ensuite été sélectionnée pour le Latin-Pop-Trio Hot Banditoz qui a été fondé en 2004, et a célébré la même année son plus grand succès avec le titre Veo Veo Veo au numéro 3 et l'année suivante avec Shake Your Balla (1, 2, 3 Alarma) au numéro 5 des charts simples allemands et a pu gagner un disque d'or. Jusqu'à la séparation des membres du groupe en 2010, elle a sorti un total de trois albums avec Hot Banditoz, dont six singles placés dans les charts.
Après la dissolution de Hot Banditoz, Fernanda est devenue plus connue en 2011 lorsqu'elle est devenue juré de la huitième saison de Deutschland sucht den Superstar avec Dieter Bohlen et Patrick Nuo et a également concouru comme candidate dans le jeu télévisé Fort Boyard. En octobre et novembre 2011, elle est également apparue aux côtés de Detlef Soost en tant que juré de Popstars - Mission Österreich, une émanation directe de la version allemande. Elle a ensuite eu son premier rôle d'actrice dans le téléfilm germano-autrichien Das Traumhotel - Brasilien en 2012. La même année, elle a également présenté un programme pour la première fois : Dans Star Race, elle a accompagné trois équipes de premier plan sur RTL, qui ont fait face à une course à travers la nature sauvage des Philippines. Suivi en 2014 par un rôle de soutien dans la série d'action RTL Alarm pour Alerte Cobra.
Pendant la Coupe du monde de football 2014, Brandão a travaillé comme correspondant officiel de la Coupe du monde pour ARD en tant qu'expert pour le Brésil et son peuple. Pendant la Coupe du monde, elle a fait un reportage sur le pays hôte, ses habitants et ses attractions. En 2015, elle a tourné un total de cinq épisodes de la série documentaire ARD Verrückt nach Meer dans son Brésil natal. De mars à avril 2016, elle a joué au théâtre aux côtés de Bela Klentze, Bernhard Bozian et Julika Wagner dans la comédie romantique Ein Apartment zu drei de Nick Hall.
Fernanda Brandão est souvent vue dans des émissions de télévision et des talk-shows comme TV total, Das perfekte Promi-Dinner, Promi Shopping Queen, NDR DAS! ou Riverboat. En juillet 2015, elle a affronté la mannequin et actrice Sophia Thomalla dans Schlag den Star sur ProSieben pour 50 000 euros mais ressort perdante. En novembre 2016, elle a participé au spectacle de danse Deutschland tanzt sur ProSieben et a terminé troisième derrière Kassandra Wedel et Oliver Pocher. En janvier 2018, elle a participé à la deuxième édition du « Celebrity Darts World Championship » sur ProSieben aux côtés du pro des fléchettes Rob Cross et s'est qualifiée pour les demi-finales.

## Discographie

### Avec son groupeHot Banditoz
- 2004 : Mini Disco. (sorti le 6 septembre 2004)
- 2005 : Bodyshaker. (sorti le 29 août 2005)
- 2007 : Best of Holiday Club Hits. (sorti le 10 août 2007)
- 2007 : Que Si, Que No - Party Hit Pack (version portugaise). (sorti le  10 août 2007)

## Animation
- 2011 : Deutschland sucht den SuperStar (8e saison) : Juge